# Sardasht (Khuzestan)
Sardasht (farsi سردشت) è una città dello shahrestān di Behbahan, circoscrizione di Zeydun, nella provincia del Khūzestān. Aveva, nel 2006, una popolazione di 4.972 abitanti.